# Diospyros pilosiuscula
Diospyros pilosiuscula är en tvåhjärtbladig växtart som beskrevs av Nathaniel Wallich och George Don jr. Diospyros pilosiuscula ingår i släktet Diospyros och familjen Ebenaceae. Utöver nominatformen finns också underarten D. p. pilosiuscula.